# Melville Wallace
Melville Lester Wallace (ur. 22 grudnia 1887 w Grahamstown, zm. 1 września 1943 w Kimberley) – południowoafrykański strzelec, olimpijczyk.
Wallace wystąpił na Letnich Igrzyskach Olimpijskich 1924 w jednej konkurencji. Zajął 9. miejsce w karabinie dowolnym drużynowo, uzyskując najsłabszy wynik w reprezentacji (startowało 18 zespołów).

## Wyniki

### Igrzyska olimpijskie
| Igrzyska   | Konkurencja                | Wynik                            | Miejsce | Źródło |
| ---------- | -------------------------- | -------------------------------- | ------- | ------ |
| Paryż 1924 | Karabin dowolny, drużynowo | 590 pkt. (druż.) 110 pkt. (ind.) | 9       | [ 1 ]  |